# 克雷氏深鱂
克雷氏深鱂，為輻鰭魚綱鯉齒目鯉齒亞目深鱂科的其中一種，為熱帶淡水魚，分布於中美洲宏都拉斯淡水流域，體長可達8.1公分，棲息在底中層水域，生活習性不明。